# Glossolepis maculosus
Glossolepis maculosus är en fiskart som beskrevs av Allen, 1981. Glossolepis maculosus ingår i släktet Glossolepis och familjen Melanotaeniidae. IUCN kategoriserar arten globalt som livskraftig. Inga underarter finns listade i Catalogue of Life.